# Chromodoris clenchi
Chromodoris clenchi är en snäckart som först beskrevs av Russell 1935.  Chromodoris clenchi ingår i släktet Chromodoris och familjen Chromodorididae. Inga underarter finns listade i Catalogue of Life.